# Alexander Smallens
Alexander Smallens (San Pietroburgo, 1º gennaio 1889 – Tucson, 24 novembre 1972) è stato un direttore d'orchestra e direttore artistico russo naturalizzato statunitense.

## Biografia
Smallens è nato a San Pietroburgo, in Russia ed emigrò negli Stati Uniti da bambino, diventando cittadino americano nel 1919. Ha studiato alla Juilliard School di New York fino al 1909, quando si recò in Francia per studiare presso il Conservatorio de Parigi.
Ritornato negli Stati Uniti, Smallens è stato direttore musicale o direttore musicale di diverse organizzazioni di musica americane tra cui Boston Opera Company (1911–1914), l'Anna Pavlova Ballet Company (1917–1919), la Chicago Opera Company (1919–1923), la Philadelphia Civic Opera Company (1924–1930), la Philadelphia Orchestra (1928–1934) e la Radio City Music Hall (1947–1950).
Inoltre, Smallens lavorò brevemente a Broadway, dirigendo le anteprime de Four Saints in Three Acts di Thomson nel 1934 e Porgy and Bess di Gershwin l'anno dopo. Smallens diresse anche le riprese di Porgy and Bess a Broadway nel 1942 e nel 1953, come anche il famoso giro del mondo del 1952, che culminò in quella produzione del 1953 di Broadway (entrambi i lavori erano opere, non i musical normalmente previsti nei teatri di Broadway).
Smallens diresse anche orchestre per la musica di diversi film documentari alla fine degli anni '30 e agli inizi degli anni '40. Si ritirò dalla musica nel 1958 e si trasferì in Sicilia. Nel 1972 Smallens morì a Tucson, in Arizona, dove venne sepolto.
Nel 1924 Smallens fu coinvolto in un affare con il compositore Marc Blitzstein durante un viaggio che i due avevano fatto in Europa; questo è stato il primo rapporto con quest'ultimo. Smallens aveva un figlio che lavorava alla radio. Il nipote di Smallens, chiamato anche Alexander Smallens, suonava il basso nella band Too Much Joy. Anche Alexander o 'Sandy' ha un figlio che suona il basso.

## Discografia
- Mendelssohn - The Stadium Orchestra of New York - World Record Club (# W6404-MX101296, W6405-MX101297) come direttore d'orchestra (1957)[9]
- Highlights From Porty and Bess- RCA Victor Red Seal (# C-25) come direttore d'orchestra
- Porgy & Bess-Audite (#23.405) come direttore d'orchestra (1952)
- Selsctions from Porgy & Bess - Decca (#DL 8042) come direttore d'orchestra
- Torreador Song - Carmen & Habanera - Carmen - V Disc (#208A, #208B) come direttore d'orchestra (1944)
- Porgy & Bess - Decca (#BME 9299) come direttore d'orchestra (1956)
- Sempre Libera - RCA Victor Red Seal (#14184)
- Charpentier/Massenet - RCA Victor Red Seal (# 14153)